# Back to Gaya
Back to Gaya (br A Terra Encantada de Gaya/pt Back to Gaya - Pequenos Heróis) é o primeiro filme de animação da Alemanha produzido completamente por computação gráfica. O filme foi dirigido por Holger Tappe, Lenard Krawinkel e produzido pelo estúdio Ambient Entertainment, que também fez os filmes Urmel aus dem Eis (2006), a sua sequência Urmel voll in Fahrt (2008) e Animais Unidos Jamais Serão Vencidos (2010). O filme chegou em 18 de março de 2004 aos cinemas alemães.

## Dubladores brasileiros
- Wellington Muniz (Ceará): Boo
- Sabrina Sato : Alanta
- Márcio Garcia : Zino
- Marcos Chiesa (Bola): Galger
- Carlos Alberto da Silva (Carlinhos Mendigo): Bramph
- Rodrigo Scarpa: Zeck
- Antônio Moreno: Albert Droolinger
- Carlos Silveira: Dr. N. Icely
- Alessandra Araújo: ENIAC
- Emerson Camargo: prefeito